# Marina di Pisa
Marina di Pisa este o stațiune balneară din Toscana, în centrul Italiei. Este o frazione a capitalei provinciei Pisa, care se află la aproximativ 10 km la est.
Marina di Pisa a fost construită în mare parte în timpul boom-ului economic de la sfârșitul anilor 1800, ca stațiune balneară. A fost dezvoltată în continuare în anii 1930. La gura râului Arno și în zona de pe malurile acestuia s-au dezvoltat numeroase industrii de suport maritim.

## Geografie

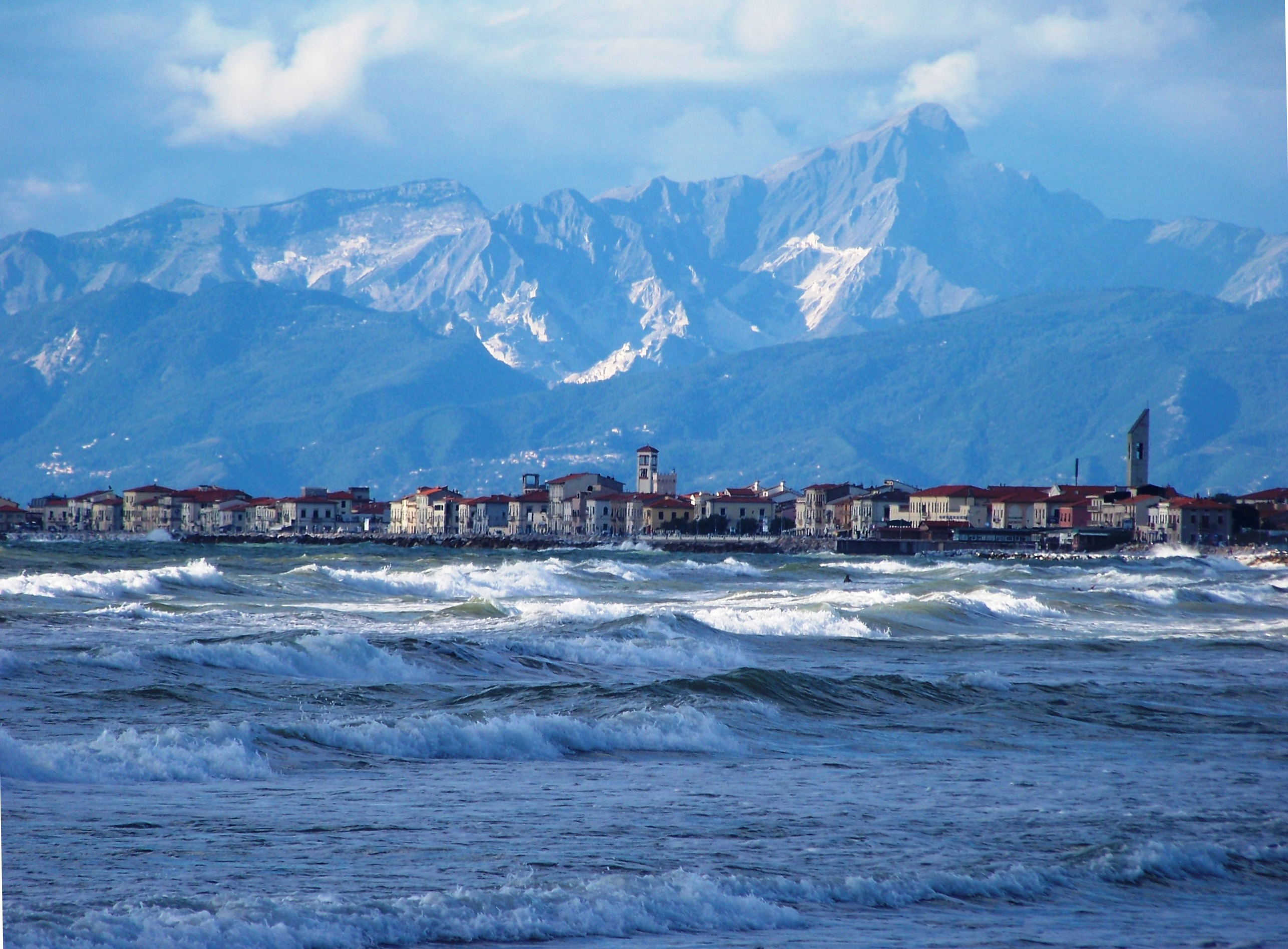
Marina di Pisa văzută din Tirrenia

Marina di Pisa se află pe malul stâng al râului Arno, unde acesta se varsă în Marea Tirrenia. Este situat direct la nord de stațiunea balneară Tirrenia⁠(d) și la aproximativ 10 kilometri vest de Pisa.
În spatele orașului sunt secțiuni împădurite din Parco Regionale San Rossore, Migliarino, e Massaciucoli. Din Marina di Pisa se pot vedea insulele Corsica, Elba și Gorgona; și munții Alpii Apuseni, Apennini și Monti Pisani deasupra orașului Pisa.

## Economie
Compania germană de aviație Dornier Flugzeugwerke⁠(d) și-a bazat cea mai mare parte a producției în oraș între 1922 și 1932, după ce Tratatul de la Versailles din 1919 a interzis construcția de aeronave cu motor în Germania. Aici a fost construită barca zburătoare „Wal”⁠(d) cu bimotor. Imensul hangar „Savigliano” (1925), care a rămas în picioare până în 2007, a fost utilizat pentru producția de Wal-uri și pentru lucrările la Do-X2 și 3 la începutul anilor 1930. Pe atunci cele mai mari avioane din lume, acestea au fost dezmembrate pentru fier vechi aici în 1937.
Satul este locuit mai ales în timpul verii, însă există mulți oameni care locuiesc aici tot timpul anului. La gura râului Arno, cunoscută sub numele de „Bocca d'Arno”, într-o zonă industrială dezafectată, unde a fost construit un nou port turistic este în curs un proiect de reamenajare, iar în următorii ani va fi inaugurat un nou cartier rezidențial.